# Solenopsis terricola
Solenopsis terricola é uma espécie de formiga do gênero Solenopsis, pertencente à subfamília Myrmicinae.